# August 2002
Acest articol este generat integral pe baza informațiilor din articolul 2002 și este actualizat periodic de un robot.
 Editările făcute în articol vor fi șterse la următoarea actualizare! Dacă doriți să faceți modificări, editați articolul-sursă.

ianuarie -
februarie -
martie -
aprilie -
mai -
iunie -
iulie -
august -
septembrie -
octombrie -
noiembrie -
decembrie
August 2002 a fost a opta lună a anului și a început într-o zi de joi.

## Nașteri
- 4 august: Kieron Williamson, pictor englez
- 5 august: Otto Hindrich, fotbalist român
- 22 august: Andrei Bani, fotbalist român
- 22 august: Ahmed Bani, fotbalist

## Decese
- 1 august: Francisco Arcellana, 85 ani, scriitor, poet, eseist, critic, jurnalist și profesor filipinez (n.1916
- 3 august: Niculiță Secrieriu, 64 ani, pictor român (n. 1938)
- 5 august: Francisco Coloane, 92 ani, scriitor chilian (n. 1910)
- 6 august: Edsger Wybe Dijkstra, 72 ani, informatician neerlandez (n. 1930)
- 7 august: Petru Vintilă, 80 ani, poet, prozator și dramaturg român (n. 1922)
- 10 august: Kristen Nygaard, 75 ani, informatician norvegian (n. 1926)
- 11 august: Galen Avery Rowell, 61 ani, alpinist american (n. 1940)
- 12 august: Victor Teleucă, 69 ani, poet, eseist, traducător și publicist român din R. Moldova (n. 1933)
- 15 august: Dumitru Bordeianu, 80 ani,  student la Medicină în Iași (n. 1921)
- 18 august:Turpal-Ali Atgheriev, 33 ani, ministrul Siguranței Naționale al Republicii Cecenia (n.1969)
- 24 august: Cornelis Johannes van Houten (n. Kees van Houten), 82 ani, astronom neerlandez (n. 1920)
- 25 august: Dorothy Coade Hewett, 79 ani, scriitoare australiană (n. 1923)
- 26 august: Simion Vârgolici, 99 ani, preot ortodox român (n. 1902)
- 29 august: Tita Chiper, 68 ani, jurnalistă română (n. 1934)
- 29 august: Lance Macklin, 82 ani, pilot britanic de Formula 1 (n. 1919)
- 31 august: Martin Kamen (Martin David Kamen), 89 ani, biochimist canadiano-american (n. 1913)
- 31 august: George Porter, 81 ani, chimist britanic, laureat al Premiului Nobel (1967), (n. 1920)